# 클래런던 조례
클래런던 조례(Assize of Clarendon)는 1166년 영국왕 헨리 2세가 신성재판이나 결투재판을 통해 승패가 가려지던 재판방식을 민간인이 증거 조사를 수행하는 증거 중심 재판으로 영국 법을 바꾸도록 한 법령이다. 이를 통해 영미법(common law)에서 "배심원단 판결"이라고 불리는 방식에 큰 영향을 줬다.
하지만 클래런던 조례로 인해 바로 모든 것이 바뀌지는 않았다. 결투재판은 1819년까지도 공식적으로 사라지지 않았었다.

## 조례에서 다루고 있는 문제들
헨리2세는 여러 가지 문제로 가득한 왕국을 이어받았다. 십자군들의 전성기였고, 군인들은 몇 년째 지주들을 그들 소유의 성으로부터 떨어뜨리려 노력했다. 비점유지들에는 무단 점거자가 넘쳐났다. 당시 잉글랜드에는 부동산의 기록을 위한 중앙 관청이 없었고 단지 기억에만 의존해 소유 여부를 판단했기 때문에, 지주들이 복귀하거나 멀리서 죽었을 경우 수많은 다툼이 일어났다.
왕궁이 개입할 필요가 있었던 더 심각한 문제는 스티븐 왕과 마틸다 황후간의 파괴적인 내전의 전후처리였다. 양쪽은 모두 용병들을 고용했고, 용병들에게 아무도 돈을 지불하지 않자 이들은 강도나 다른 폭력적인 직업을 갖게 되었다. 이런 범죄들은 지방 정부의 붕괴를 가져왔다. 스티븐 왕과 마틸다 황후간의 다툼은 부동산에 대한 더 많은 문제를 야기했다. 지방 공동체가 갈라지면서 각각의 파벌들은 자신의 지지자들에 상대편의 토지를 수여하고자 혈안이 되어 있었다.
마지막으로, 캔터베리의 대주교 토마스 베켓의 살해로 나타난 교회와 관련된 오랜 문제도 있었다. 교회는 잉글랜드에서 "왕국 속의 왕국"(imperium in imperio)과 같이 행동했기 때문에, 왕의 법에 대해서 부분적으로만 적용받고 있었다. 교회는 헨리가 아닌 교황에게만 답하는 그들만의 재판 시스템이 있었고, 대지주였을 뿐 아니라, 큰 기득권을 가지고 있었다. 헨리는 성직자들의 권력을 줄이면서 왕의 권력을 높일 수 있는 사법 시스템을 만들고자 오랫동안 고심했다.

## 조례
헨리는 이를 위해 "최근 침탈부동산 점유회복에 대한 조례"(assize of novel disseisin), "조상 사후의 부동산 점유회복에 대한 조례"(assize of mort d'ancestor), "성직 추천 조례"(assize of darrein presentment) 등의 여러 조례를 만들었다. 자신의 토지를 상실한 사람은 이 조례에 의해 당시에는 창의적이었던 재판 방식을 통해 토지의 사용 권리를 회복할 수 있었다. 이 재판 방식은 해당 지역의 12명의 검을 찬 기사들이 소집되어 그들의 지식을 이용해 누구에게 해당 부동산이 소유되었는지를 판결하는 것이었다. 이런 창조적 재판 방식은 십자군과 내전에 의한 소유권 다툼의 혼돈을 해결하기 위한 것이었으며, 영미법에 나타나는 소배심의 근간이 되었다.